# Dedryck Boyata
Anga Dedryck Boyata (født 28. november 1990 i Bruxelles, Belgien) er en belgisk fodboldspiller, der spiller som midterforsvarer hos den skotske Premier League-klub Celtic. Han har spillet for klubben siden 2015. Tidligere har han spillet i England hos Manchester City, samt på lejebasis hos Bolton og hollandske FC Twente.

## Landshold
Boyata står (pr. marts 2018) noteret for fire kampe for Belgiens landshold, som han debuterede for i 2010 i en EM-kvalifikationskamp mod Østrig.